# Hanspeter Zwicker
Hanspeter Zwicker (San Gallo, 7 aprile 1960) è un ex calciatore svizzero, di ruolo attaccante.